# Ikebe Sanzan

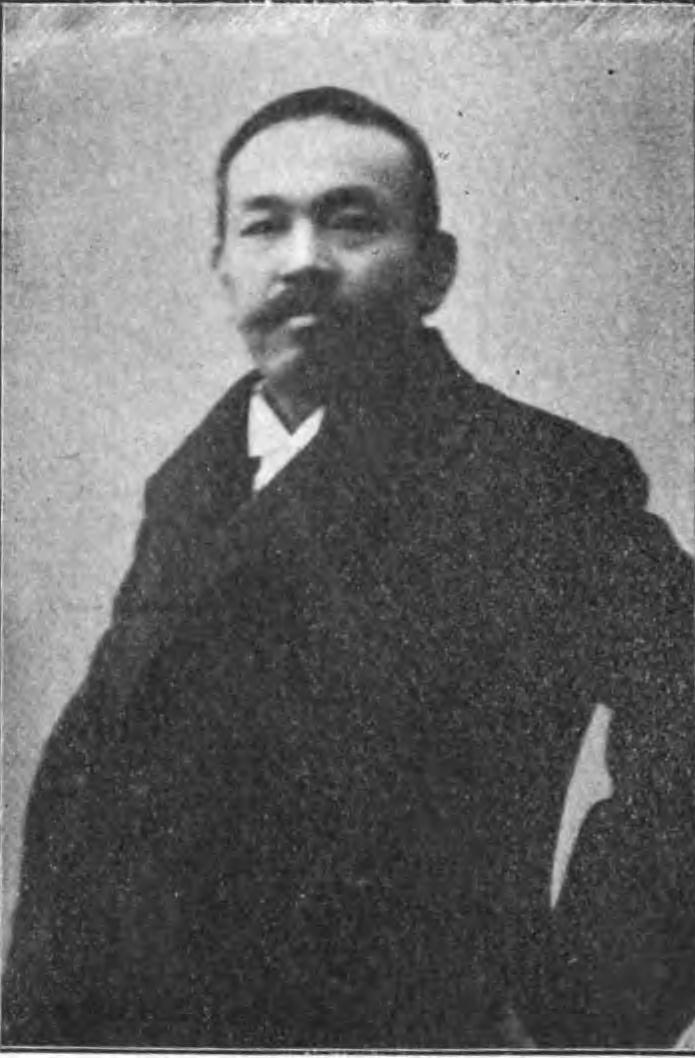
Ikebe Sanzan

Ikebe Sanzan (japanisch 池辺 三山; geboren 12. März 1864 in Kumamoto (Provinz Higo); gestorben 28. Februar 1912) war ein bedeutender japanischer Journalist der Meiji-Zeit.

## Leben und Wirken
Ikebe Sanzan war der älteste Sohn von Ikebe Kichijūrō (池辺 吉十郎), eines Hatamoto des Kumamoto-han, und dessen Frau Seiki (世喜). Während der Satsuma-Rebellion (1877) schloss sich Kichijūrō dem Kumamoto-Korps der Armee von Saigō Takamori an und wurde nach der Niederlage hingerichtet. Dieser Umstand beeinflusste Sanzan ein Leben lang in großem Maße.
1881 zog Ikebe nach Tokio und studierte an Nakamura Masanaos Privatschule Dōjin-sha (同人社) und an der Keiō-Universität. 1887 begann er journalistisch zu arbeiten und veröffentlichte einen Leitartikel in der Zeitung „Yamanashi Nichinichi Shimbun“ (山梨日日新聞). 1888 wurde er von Tōkai Sanshi gebeten, die Chefredaktion der nationalistisch gefärbten Zeitschrift „Keisei hyōron“ (経世評論) – etwa „Kommentare zur Staatsverwaltung“ zu übernehmen. Da die Zeitschrift sich aber nicht gut entwickelte, begann er 1891 Leitartikel in dem Magazin „Japan“ (日本) zu veröffentlichen.
1892 reiste Ikebe als Mentor von Hosokawa Morishige (細川 護成; 1868–1914) aus dem ehemaligen Fürstenhaus von Kumamoto nach Frankreich und steuerte ab 1894 unter dem Namen „Tekkonron“ (鉄崑崙) Beiträge unter der Rubrik „Pari Tsūshin“ (巴里通信) – „Nachrichten aus Paris“ für das Magazin „Japan“ bei und erlangte damit Bekanntheit. 1896 wurde er wichtiger Autor der Zeitung „Ōsaka Asahi shimbun“ (大阪朝日新聞), 1897 auch der Zeitung „Tōkyō Asahi shimbun“ (東京朝日新聞). Er schrieb viele Leitartikel über auswärtige und innere Angelegenheiten und vertrat einen kompromisslosen Standpunkt gegenüber Russland, einschließlich einer Kriegseröffnung gegenüber dem Land. Durch die Modernisierung des Layouts der Zeitungen unterstrich er seine These „Zeitungsartikel müssen klar und kompetent“ sein.
Nach dem Russisch-Japanischen Krieg setzte er sich für die Weiterentwicklung des Romans ein und hatte die Idee, Fortsetzungsromane in seinen Zeitungen zu veröffentlichen. Er lud Futabatei Shimei ein, einen solchen Fortsetzungsroman zu schreiben, der dann 1906 unter dem Titel „Jenes Angesicht“ (其面影, Somo omokage) erschien. 1907 konnte er Natsume Sōseki als Mitarbeiter gewinnen und dessen Roman „Klatschmohn“ (虞美人草, Gubi jinzō) in Fortsetzungen veröffentlichen. Er selbst, geschichtlich interessiert, schrieb Beiträge zu wichtigen Personen, „Ōkubo Toshimichi“, „Itō Hirobumi“ und „Iwakura Tomomi“, die er im Magazin „Chūōkoron“ veröffentlichte. Nach seinem Tod wurden die Artikel in Buchform als „Meiji isshin san dai-seijika“ (明治維新三大政治家) – „Die drei großen Politiker der Meiji-Restoration“ veröffentlicht.